# Kisenergiájú antiproton-gyűrű

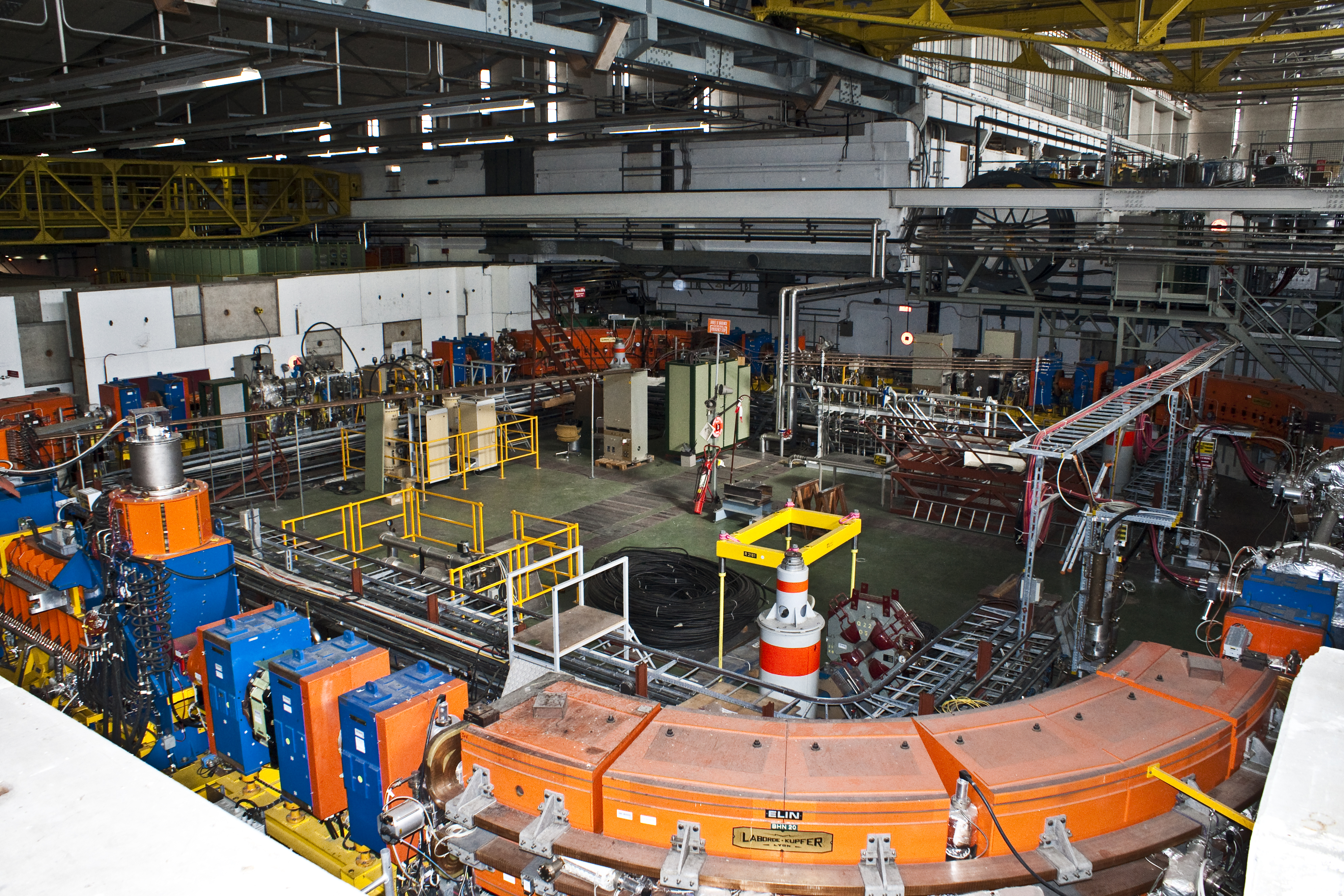
A LEAR a PS déli csarnokában

A Kisenergiájú antiproton-gyűrű (LEAR: Low Energy Antiproton Ring) 1982-től antiprotonokat gyűjtött és lassított részecskefizikai kísérletek számára. Segítségével állították elő az első antianyagot 1995-ben, amely 9 antihidrogén atomból állt. 1996-ig működött, amikor átalakították az LHC számára kis energiájú ionokat szolgáltató Kisenergiájú ion-gyűrűvé (LEIR). Korábbi feladataiban az ezután épített Antiprotonlassító (AD: Antiproton Decelerator) pótolja. 

## Felépítése
1977-ben Kurt Killian, Ugo Gastaldi és Dieter Möhl egy protvinoi gyorsítókonferencián bejelentették, hogy sztochasztikus hűtéssel és lassítással az addiginál tisztább, részecskefizikai kísérletek számára alkalmas intenzitású antiprotonnyalábot lehet előállítani. Ezek alapján született meg 1980-ban a javaslat a következő gyorsítókonferencián – a 11., amelyet a CERN-ben tartottak – a LEAR megépítésére, amelyik 5–1200 MeV-es antiprotonnyalábot szolgáltatna fix céltárgyas kísérletek számára. 
A LEAR 78 m kerületű, majdnem négyzet alakú volt.
A gyűrű 1983 júniusától szolgáltatott antiprotonokat felhasználói számára. Ehhez általában egyetlen boly – általában néhányszor 109 – antiprotont szedtek ki az Antiproton-felhalmozóból (AA: Antiproton Accumulator), amelyet a Protonszinkrotron (PS) 609 MeV/c impulzusra lassított, majd ezeket a LEAR vagy lelassította akár 100 MeV/c-re (5,3 MeV mozgási energia) vagy felgyorsította maximum 2000 MeV/c-re (1270 MeV mozgási energia) az aktuális kísérlet igényének megfelelően. A sztochasztikus hűtést néhány impulzusértékre optimalizálták, a 609 MeV/c-s betöltési impulzus mellett 100, 200, 300, 1000, 1500 és 1940 MeV/c-re.
1987-ben helyezték az ekkor új Antiprotongyűjtőt (AC: Antiproton Collector) az AA elé, az antiprotonforrás mögé az antiproton-rendszerbe, ami növelte a nyaláb intenzitását. Ugyancsak 1987-től a sztochasztikus hűtést kiegészítették egy elektronhűtő-rendszerrel, ami tovább növelte az antiprotonnyaláb minőségét.

## Alkalmazása
A LEAR 1987-re kialakult végső gyorsítási sémája a következő volt:
1. a Linac 2 50 MeV-es protonokat szolgáltatott
2. a Protonszinkrotron-erősítő (PSB) a protonokat 1,4 GeV-re gyorsította
3. a Protonszinkrotron (PS) a protonokat 26 GeV-re gyorsította
4. a protonokat egy céltárgyra ejtve 3,5 GeV-es antipronokat keltettek
5. az Antiprotongyűjtő (AC) gyűjtötte az antiprotonokat
6. az Antiproton-felhalmozó (AA) hűtötte az antiprotonokat
7. a Protonszinkrotron (PS) lassította az antiprotonokat 609 MeV/c-re
8. a Kisenergiájú antiproton-gyűrű (LEAR) az antiprotonokat 100–2000 MeV/c-re lassította vagy gyorsította

## Utóélete
Az SPS antiprotonprogramjának 1991-es befejezése után a LEAR maradt az egyedüli felhasználója a számára az antiprotonokat szolgáltató Antiprotongyűjtőnek (AC: Antiproton Collector) és Antiproton-felhalmozónak (AA: Antiproton Accumulator). Ennek a rendszernek az üzemeltetése így viszonylag drága volt, ezért 1996 novemberében leállították. 1997-ben az AA-t szétszedték és Japánba szállították. Ugyancsak 1997-ben az AC-t átalakították az Antiprotonlassítóvá. 2006-ban a LEAR-t átépítették a Kisenergiájú ion-gyűrűvé (LEIR: Low Energy Ion Ring).